# 1958

## Події
- 1 січня — Бельгія розпочала перше головування в Раді ЄС[1].
- 1 лютого — США успішно провів запуск орбітального сателіта «Експлорер».
- 6 травня — в Уельсі відбулася остання смертна кара.
- 1 липня — Федеративна Республіка Німеччина розпочала головування в Раді ЄС[1].
- 6 липня — в Києві урочисто відкрито Національний експоцентр України («ВДНГ»).
- 3 серпня — американський атомний підводний човен «Наутілус» вперше в історії під водою досягнув географічного Північного полюса Землі.
- Вересень — вийшла друком книга «Доктор Живаго» Пастернака. Того ж року автор отримав Нобелівську премію.
- 18 жовтня — в США вийшла одна із перших ігор Tennis for Two.
- 13 грудня — американські вчені провели запуск живої істоти в космос з поверненням. На борту ракети АМ-13 знаходилася мавпа Гордо, вона провела 15 хвилин в космосі, але повернувшись на Землю, капсула з мавпою затонула в океані.
- В СРСР почав виходити журнал «Художник».
- Вийшла друком третя редакція американського підручника з внутрішніх хвороб Основи внутрішньої медицини за ред. Т. Р. Гаррісона

## Вигадані події
- Події книги Воно.
- Події книги 11/22/63.

## Народились
Дивись також Категорія:Народились 1958
- 2 січня — Прогнімак Олександр Володимирович, український письменник, драматург, меценат
- 20 січня — Лоренцо Ламас, американський кіноактор
- 29 січня — Глен Кочрейн, канадський хокеїст
- 16 лютого — Ice-T (Трейсі Мерроу), американський реп-співак, актор
- 16 лютого — Баль Андрій, український футболіст, тренер.
- 3 березня — Річардсон Міранда, американська акторка
- 10 березня — Стоун Шарон, американська акторка
- 20 березня — Гантер Голлі, американська акторка
- 21 березня — Ґері Олдмен, англійський кіноактор
- 22 березня — Валерій Сюткін, російський співак
- 3 квітня — Болдуїн Алек, актор
- 11 квітня — Ганна Гаврилець, українська композиторка, заслужена діячка мистецтв України
- 11 квітня — Джим Нілл, канадський хокеїст
- 14 квітня — Пітер Капальді, шотландський актор, режисер та сценарист.
- 20 квітня — Фетисов В'ячеслав Олександрович, російський хокеїст, тренер
- 21 квітня — Макдауел Енді, американська акторка
- 26 квітня — Еспозіто Джанкарло, американський актор
- 29 квітня — Мішель Пфайфер, американська акторка
- 30 квітня — Провотар Олександр Іванович, український кібернетик, доктор фізико-математичних наук, професор
- 25 травня — Віллер Пол, англійський рок-музикант
- 26 травня — Голд Маріан, вокаліст гурту Alphaville
- 29 травня — Беннінг Аннет, американська акторка
- 30 травня — Фредрікссон Марі, шведська співачка (Roxette)
- 3 червня — Валентайн Скотт, актор
- 7 червня — Прінс, музикант, співак
- 11 червня — Уго Санчес, мексиканський футболіст
- 13 червня — Маковецький Сергій Васильович, актор
- 14 червня — Гейден Ерік, американський ковзаняр
- 4 липня — Пенджиллі Керк, саксофоніст, гітарист гурту INXS
- 8 липня — Бекон Кевін, актор
- 20 липня — Макнейл Мік, музикант
- 30 липня — Буш Кейт, англійська рок-співачка
- 3 серпня — Невзоров Олександр Глібович, російський тележурналіст, політик.
- 7 серпня — Дікінсон Брюс, англійський рок-музикант, вокаліст Iron Maiden
- 8 серпня — Формен Кріс, рок-музикант, гітарист (Madness)
- 16 серпня — Мадонна, американська співачка, кіноакторка, продюсер, режисер
- 17 серпня — Белінда Карлайл, музикант, співачка
- 24 серпня — Стів Гуттенберг, американський кіноактор
- 24 серпня — Червоній Василь, український політик
- 25 серпня — Бертон Тім, американський кінорежисер
- 26 серпня — Блек Джет, англійський рок-музикант, ударник гурту The Stranglers.
- 29 серпня — Джексон Майкл, американський співак
- 6 вересня — Майкл Вінслоу, американський актор.
- 9 вересня — Вадим Гуржос, український суспільний та державний діяч, підприємець
- 10 вересня — Коламбус Кріс, американський кінорежисер
- 24 вересня — Кевін Сорбо, американський кіноактор.
- 25 вересня — Майкл Медсен, американський актор.
- 29 вересня — Анатолій Матвійчук, український співак, поет, композитор.
- 16 жовтня — Тім Роббінс, американський актор, режисер
- 21 жовтня — Ольга Володимирівна Герасим'юк, українська журналістка, публіцист
- 25 жовтня — Ендлер Корнелія, німецька спортсменка
- 27 жовтня — Саймон Ле Бон, англійський рок-співак (Duran Duran)
- 13 листопада — Циплакова Олена Октябрівна, російська кіноакторка
- 16 листопада — Малінін Олександр Миколайович, російський співак
- 22 листопада — Джеймі Лі Кертіс, американська кіноакторка
- 25 грудня — Кінчев Костянтин Євгенович, російський рок-музикант (Аліса)

## Померли
Дивись також Категорія:Померли 1958
- 4 лютого — Каттнер Генрі, американський письменник-фантаст.
- 27 серпня — Ернест Орландо Лоуренс, американський фізик, творець першого циклотрона, за що був відзначений Нобелівською премією у 1939.
- 4 листопада — Жузеп Клара, іспанський скульптор.
- 12 грудня — Милутин Миланкович, сербський цивільний інженер, кліматолог, геофізик, астроном і математик
- 27 грудня — Ян Карнік, чеський письменник, поет, прозаїк, публіцист і лікар.

## Нобелівська премія
- з фізики: Павло Олексійович Черенков, Ілля Михайлович Франк та Тамм Ігор Євгенович — «За відкриття й тлумачення ефекту Черенкова»
- з хімії: Фредерик Сенгер — «За встановлення структур білків, особливо інсуліну»
- з медицини та фізіології: Джордж Бідл та Едуард Тейтем — «За відкриття, пов'язані з роллю генів у специфічних біохімічних процесах»; Джошуа Ледерберг — «За відкриття, що стосуються генетичної рекомбінації та організації генетичного матеріалу бактерій»
- з літератури: Пастернак Борис Леонідович
- премія миру: Жорж Пір — «За допомогу біженцям»